# Красный Стан
Кра́сный Стан — деревня в Можайском городском округе Московской области (до 2018 года — в  сельском поселении Спутник Можайского района Московской области).

## География
Деревня расположена на границе с Рузским городским округом, примерно в 9 км к северо-востоку от Можайска, на правом берегу Москвы-реки, высота центра над уровнем моря 190 м. Ближайшие населённые пункты в 1,5 км — Шишиморово на противоположном берегу реки и Малое Тёсово на юге.

## История
В районе Красного Стана обнаружены курганы вятичей XI—XIII веков. Курганная группа № 1 — в 600 м к северо-востоку от деревни, на левом берегу р. Москвы, курганная группа № 2 — в 500 м к востоку от деревни, правый берег р. Москвы, парк дома отдыха «Красный Стан».
Всего археологическими раскопками было исследовано 34 насыпи.
13 курганов были раскопаны А. В. Арциховским в 1927—1930 гг, другие — Т. В. Равдиной в 1950 г..
Среди находок: медная монета, браслетообразные височные кольца, стеклянные и каменные бусы (боченкообразные посеребреные и золоченые; хрустальные шаровидные; сердоликовые бипирамидальные; стеклянные черные зонные и т. д.), ременные пряжки, семилопастные височные кольца, подвески монетовидные, а также в виде крестика и лунницы, перстни разного типа, а также древнерусские горшки с клеймами.
Красностанская курганная группа (семнадцать курганов) признана объектом культурного наследия федеральной охраны.
Название Красный Стан упоминается в документах с XVIII века.
По состоянию на 1767 год имением Красный Стан в Рузском уезде Московской губернии на правом берегу Москвы-реки владел Василий Иванович Майков, поэт екатерининской эпохи. 
Позже имение перешло к его дочери, Наталии Васильевне Хлюстиной (1778—1859). Та, в свою очередь, завещала это имение своей внучатой племяннице Екатерине Валериановне Майковой (1838—1902), двоюродной сестре поэта, которая вскоре (в 1861 году) вышла замуж за Михаила Дмитриевича Маркелова (1814—1884).
Семейство Маркеловых многие годы приезжало жить в усадьбу на всё лето. В Красном Стане прошло детство Дмитрия Михайловича Маркелова (1864—1924) и его младших братьев и сестры. Константин Михайлович Маркелов в 1926 году опубликовал в Париже беллетризованные мемуары «На берегу Москва-реки», посвящённые летней жизни в родительском имении Красный Стан в 1870—80-е гг.
В 1874 году крестьяне выкупали земельные наделы в Красном Стане у Е .В. Маркеловой 
В 1883 году земли Красного Стана (407 десятин, включая 1 десятину усадьбы) принадлежали дворянину Е. А. Маркелову (возможно, ошибка оцифровки источника).
В начале 1890-х гг. вдова М. Д. Маркелова, Екатерина Валериановна, не сумев разобраться в финансовых вопросах, продала Красный Стан. Имение Красный Стан перешло землевладельцу, потомственному почетному гражданину М. А. Ясюнинскому (брату Н. А. Ясюнинского).
В 1900 году М. А. Ясюнинский заложил имение Красный Стан в Санкт-Петербургско-Тульский поземельный банк.
В 1911 году в деревне открыта школа.
В революцию дворянская усадьба была сожжена.
После Революции был организован совхоз «Красный Стан», принадлежащий заводу «Динамо». В 1923 году совхоз «Красный Стан» объединён с совхозом «Тесово» в «Племсовхоз Красный Стан с хутором Тесово» (директор Савельев).
В совхозе имелся большой фруктовый сад — 7,42 десятин и 971 дерево
В 1930-е годы рядом с деревней появился дом отдыха «Красный стан» — подробнее см. Посёлок дома отдыха «Красный стан».
Во время войны в районе «Красного Стана» базировался партизанский отряд «Северный». Отряд следил за движением немецких войск и боевой техники по Минскому и Можайскому шоссе, уничтожал обозы, технику и живую силу врага, нарушал связь. В память о героической борьбе партизан против гитлеровцев в этом районе воздвигнут обелиск, восстановлен в 2015 году.
Известно, что колхозница из деревни Красный Стан Евдокия Шершова в декабре 1941 г., рискуя своей жизнью и жизнью дочери, укрыла в своем доме партизан, прибывших для связи с боевой партизанской группой. Об этом узнали немцы, и в селение прибыл отряд карателей. В то время, когда партизаны находились под полом в доме Шершовой, немцы производили тщательный обыск и угрожали хозяйке. Но найти партизан не удалось, их спасла патриотка, колхозница Шершова.
На рубеже 1950-1960-ых в Красном Стане работала художественная студия Элия Белютина «Новая реальность». Картина Веры Преображенской «Красный Стан» (1960) считается «настоящим шедевром», «виртуозно балансирующим между пейзажем с березками и абстрактным изображением». Также известна картина Игоря Снегура «Красный Стан» (1959).
До 2006 года Красный Стан входил в состав Кожуховского сельского округа.
Посёлок газифицирован в 2008 г. Выходящий из ГРС «Павлищево» газопровод высокого давления Д = 200 мм Р ≤ 0,6 МПа имеет ответвление Д = 200 мм на деревни Первое Мая и Красный Стан. Газопровод, проложенный к указанным деревням, в настоящее время не действует.

## Галерея

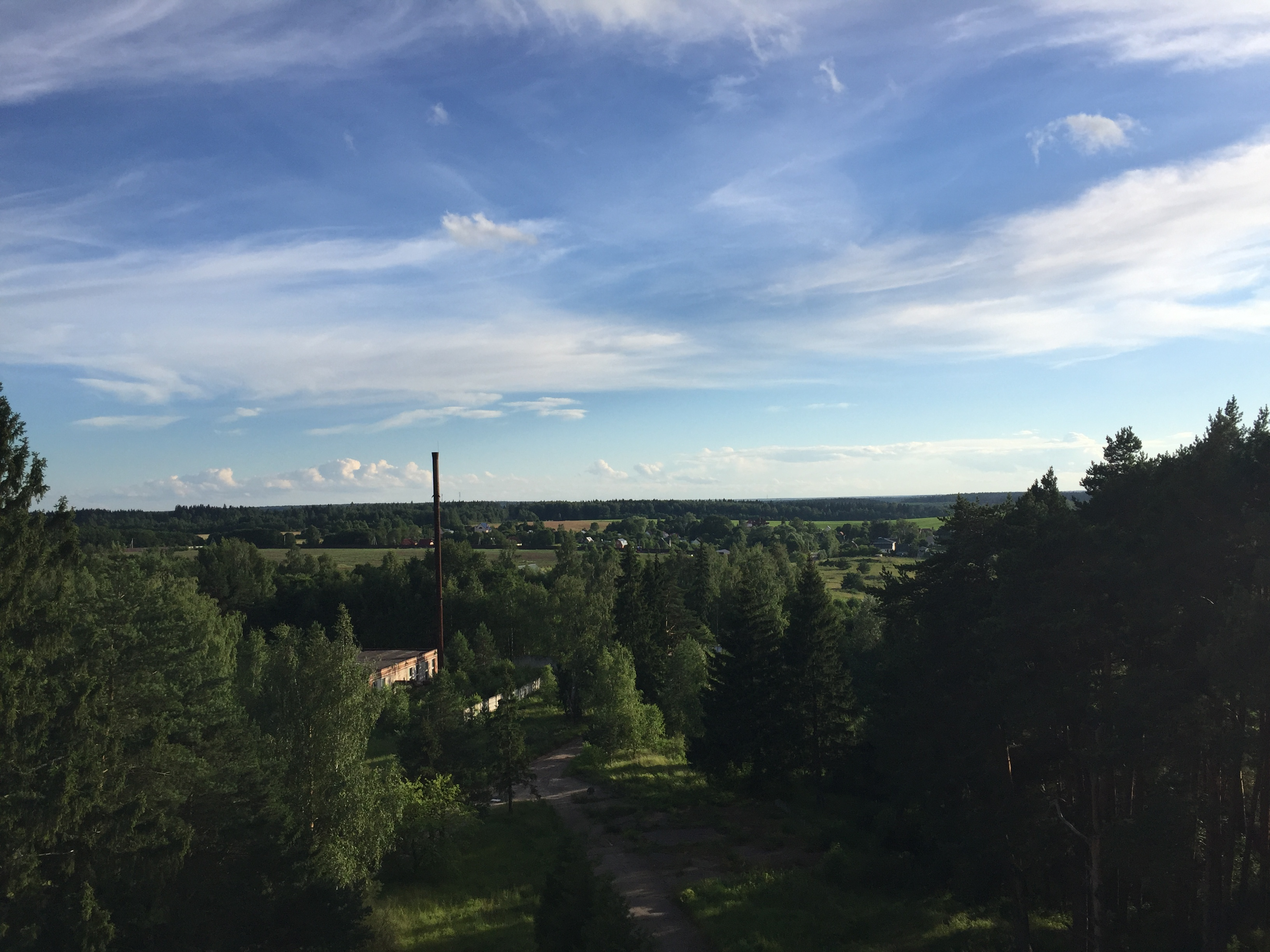
Вид на Красный стан с крыши пансионата

## Население
| 1926 | 2002 | 2006 | 2010 |
| ---- | ---- | ---- | ---- |
| 253  | ↘9   | ↗40  | ↗48  |